# 蕭堅
蕭堅（520年代—549年），字長白，南蘭陵郡蘭陵縣人，南朝梁邵陵攜王蕭綸之長子。

## 生平
大同元年（535年），蕭堅以王子例封汝南縣開國侯，食邑五百戶。
太清二年（548年），侯景之亂爆發，蕭堅負責屯守宮城太陽門以抵禦侯景，卻終日蒲飲而不撫軍政，對有功的吏士不加申理，對染疫的吏士也不撫恤，導致眾怨。太清三年（549年）三月，蕭堅屬下的書佐董勛華、白曇朗等人因蕭堅在私室釀酒、烹宰肉食卻不願分享給自己而心生怨恨，於是用繩子引侯景的軍隊登上城樓，宮城遂失陷，蕭堅也被殺害。

## 品行
蕭堅擅長草隸，但為人卻頗為庸短。蕭堅曾給親近的人寫信，在父親邵陵王蕭綸尚在人世的情況下，在題名中自稱為「嗣王」。收信人收到信後，大為驚駭，拿著信勸諫蕭堅，蕭堅卻說：「前言戲耳。」收信人回應說：「不願以此為戲耳。」